# Max Julen

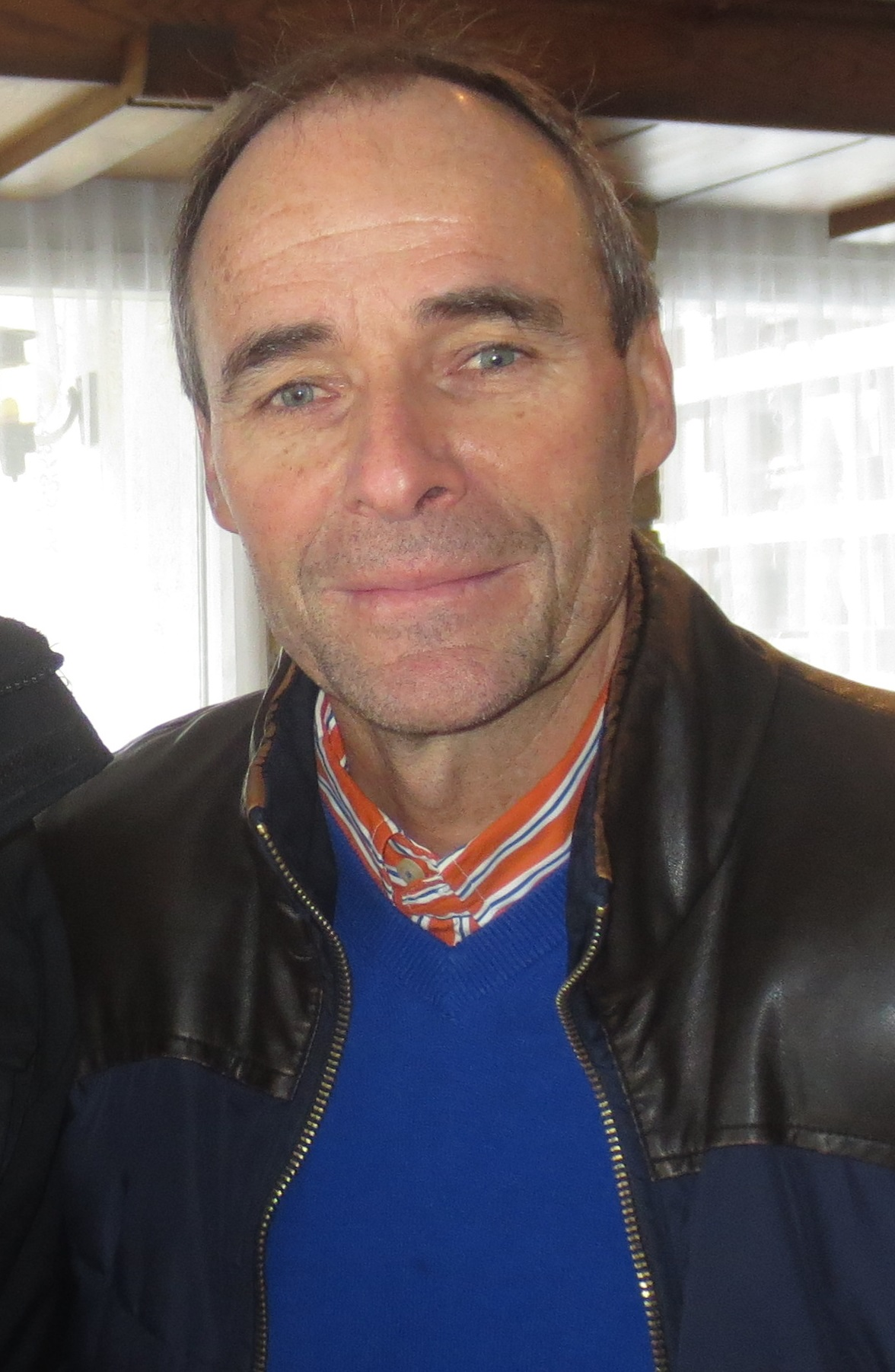
Max Julen

Max Julen (Zermatt, 15 maart 1961) is een voormalige Zwitserse alpineskiër. 
Hij sloot zijn carrière af aan het eind van het seizoen 1987.

## Palmares

### Olympische Winterspelen
- Sarajevo (1984)
  - Gouden medaille in de reuzenslalom